# Букин, Василий Петрович
Василий Петрович Букин (20 октября 1946, дер. Верхний Мывал, Сосновоборский район,Пензенская область, РСФСР, СССР — 30 августа 2011, Пенза) — российский деятель среднего и высшего образования. Государственный и политический деятель. Доктор социологических наук, доцент.  Почётный работник высшего профессионального образования РФ. Министр образования Пензенской области (2002-2003).
Декан факультета инновационных технологий обучения ПГУ с 2005 по 2011 гг.

## Биография
Родился 20 октября 1946 г. в деревне Верхний Мывал Сосновоборского района Пензенской области.
Окончил Пензенский приборостроительный техникум (1966), Пензенский завод-втуз (филиал ППИ) (1972), Саратовскую высшую партийную школу (1986).
Секретарь комитета ВЛКСМ приборостроительного техникума (1965).
В 1968–1977 – второй секретарь Ленинского РК ВЛКСМ г. Пензы.
В 1973–1977 – заведующий отделом агитации и пропаганды Пензенского Областного комитета ВЛКСМ.
В 1977–1983 – инспектор отдела пропаганды и агитации Пензенского обкома КПСС.
В 1983–1987 – заведующий отделом пропаганды и агитации Пензенского городского комитета КПСС.
В 1987–1991 – заместитель главы Администрации[уточнить] г. Пензы;
В 1991–1998 – заместитель главы Администрации Пензенской области – председатель комитета по образованию, культуре и СМИ.
В 1998–2002 – директор Пензенского техникума управления и промышленных технологий им. Е.Д. Басулина.
В 2002–2003 – министр образования Пензенской области.
В ПГУ работал с 1998 года. Был доцентом кафедры «государственное и муниципальное управление». С 2005 по 2011 гг. являлся деканом факультета инновационных технологий обучения.
Василия Петровича не стало 30.08.2011. Похоронен на Новозападном кладбище г. Пензы.

## Научная деятельность
В 1997 г. защитил диссертацию на соискание ученой степени кандидата социологических наук по теме «Система регулирования занятости молодежи в регионе : На примере Пензенской области».
В 2011 г. защитил диссертацию на соискание ученой степени доктора социологических наук по теме «Социализация молодежи российской провинции в современных условиях».

## Публикации
Автор более 60 научных работ, нескольких монографий.
Некоторые труды:
- Букин В.П. Самоидентификация провинциальной молодежи в контексте социально-статусной принадлежности // Социологические исследования. 2010. № 3 (311). С. 93-100.
- Букин В.П., Комисарова Т.Б. Инновационное образование как фактор социализации студенческой молодежи // Социология образования. 2010. № 4. С. 51-62.
- Букин В.П., Атаева Т.А. Структура досуга молодежи российской провинции: социологический анализ // Известия высших учебных заведений. Поволжский регион. Общественные науки. 2010. № 1 (13). С. 99-108.
- Букин В.П. Жизненные стратегии молодежи российской провинции // Власть. 2009. № 1. С. 51-55.
- Букин В.П. Молодежь н рынке труда: региональный аспект // Известия Саратовского университета. Новая серия. Серия: Социология. Политология. 2009. Т. 9. № 1. С. 17-20.
- Букин В.П. Проблемы социализации молодежи российской провинции: монография. Москва: Экслибрис-Пресс, 2009. 327 с
- Букин В.П., Бойцова М.В. Образование как фактор реализации жизненной стратегии студенческой молодежи: региональный аспект // Известия высших учебных заведений. Поволжский регион. Общественные науки. 2007. № 4. С. 24-32[3].

## Награды
- Почётный работник высшего профессионального образования Российской Федерации;
- Медаль «За заслуги в проведении Всероссийской переписи населения» (2002).